# Fédération mondiale de la jeunesse démocratique
Pour les articles homonymes, voir FMJD.
La Fédération mondiale de la jeunesse démocratique (FMJD), est considérée par les Nations unies comme organisation non gouvernementale.
Son secrétaire général actuel est Dimitris Palmyris, de EDON. La FMJD fut créée à la fin de la Seconde Guerre mondiale à l'initiative de Staline et de Churchill dans le but de favoriser les liens entre les organisations de jeunes du monde et officiellement de promouvoir la paix. Mais dès 1947, avec le début de la Guerre froide de nombreuses organisations de jeunesses occidentales s'en sont retirées, laissant la FMJD à une majorité à dominante marxiste et anti-impérialiste. De plus la plupart des États issus de la décolonisation ont eu pour représentants des organisations anti-impérialistes qui ont renforcé cette orientation. La FMJD fut longtemps financée principalement par les pays communistes, elle était alors souvent considérée comme une « organisation communiste de masse ».  Après une dure crise à la chute de l'URSS, qui l'a privée d'une grande partie de ses ressources, elle a repris de son importance en se redéployant grâce à des dons de ses organisations membres ou de gouvernement engagés dans la lutte anti-impérialiste (Afrique du Sud, Cuba, Venezuela, Equateur, etc.).

## Historique
À la sortie de la Seconde Guerre mondiale, les vainqueurs réunissent en novembre 1945 à Londres une « conférence mondiale de la jeunesse ». Elle débouche sur la création le 8 novembre de la Fédération mondiale de la jeunesse démocratique. Son siège est à Paris, et son président, un Français, Guy de Boysson, issu de la l'UJRF et aussi membre du Parti communiste français et futur dirigeant de la banque soviétique en France.
La FMJD se veut depuis l'origine une organisation anti-impérialiste mais non inféodée à un État ou à un bloc. La FMJD constitue un large mouvement international de la jeunesse. Mais la domination des mouvements communistes fait dire à certains analystes conservateurs que sa neutralité n'est, dès l'origine, qu'une façade. Après le coup de Prague et l'aggravation de la Guerre froide, beaucoup d'organisations pro-américaines se sont retirés de la FMJD.
En 1947, la FMJD et l'Union internationale des étudiants, ont été à l'initiative du premier « festival mondial de la jeunesse et des étudiants », qui s'est tenu à Prague. Ce festival a ensuite eu lieu tous les quatre ans environ jusqu'à la chute de l'URSS. Le festival mondial de la jeunesse et des étudiants fut relancé en 1997 à la Havane. Le 15e FMJE s'est tenu à Alger en 2001, le 16e au Venezuela en 2005, le 17e en 2010 à Pretoria (Afrique du Sud) et le 18e à Quito, en Équateur.
Quand l'URSS et le bloc de l'Est se sont effondrés, la FMJD est entrée en crise. À la suite du vide important créé par la disparition de l'organisation la plus nombreuse, le Komsomol soviétique, des conflits ont émergé portant sur le caractère de la fédération. Certains voulaient une structure moins politique, tandis que d'autres étaient plus enclins à une fédération orientée à gauche[Quoi ?]. La FMJD a cependant survécu à la crise de 1989-1992, et est aujourd'hui une organisation internationale active de la jeunesse qui tient des activités régulières, mais cette activité n'a plus rien à voir avec le niveau qu'elle entretenait du temps de la Guerre froide.
Le siège de la FMJD est aujourd'hui à Budapest, en Hongrie. En France, le Mouvement des jeunes communistes de France fait partie de la FMJD, de même que le Mouvement de la jeunesse démocratique et l'Union de la jeunesse démocratique Alboury N'Daye au Sénégal. Au Canada et au Québec, c'est la Ligue de la jeunesse communiste qui en est membre. La Fédération regroupe près de 250 organisations anti-impérialistes, souvent communistes ou de gauche.

## Organisations membres (liste incomplète)

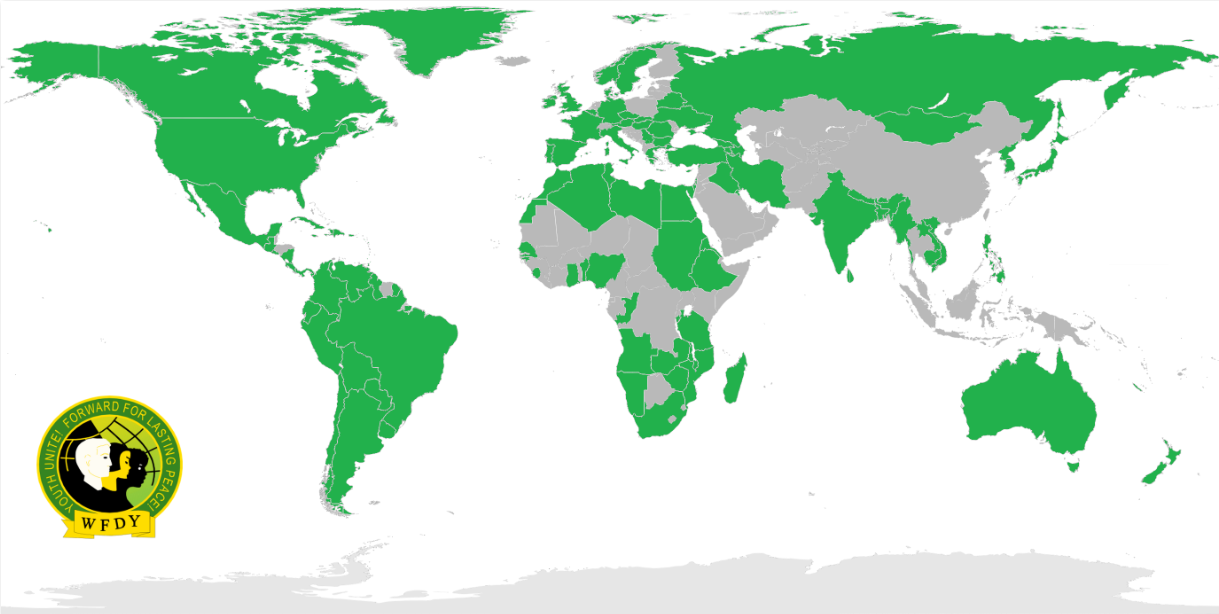
Carte des États comprenant au moins une organisation membre de la FMJD en 2011.

## Organisations membres (liste incomplète)[3]

### Afrique
- Union de la Jeunesse Algérienne, Algérie.
- Union Nationale des Étudiants Algériens, Algérie.
- Union de la Jeunesse progressiste d'Égypte, Égypte.
- Juventude do Movimento Popular da Libertação de Angola, Angola.
- National Union of Eritrean Youth and Students, Érythrée.
- Ethiopian Youth League, Éthiopie.
- National Youth Organization of Libya, Libye.
- Istiqlal Party Youth, Maroc.
- USFP Jeunesse Ittihadiya, Maroc.
- Jeunesse Socialiste, Maroc.
- Organização da Juventude Mozambicana, Mozambique.
- SWAPO Youth League, Namibie.
- Mouvement de la Jeunesse Démocratique, Sénégal.
- African National Congress Youth League, Afrique du Sud.
- South African Student Congress, Afrique du Sud.
- Sudanese Youth Union, Soudan.
- Ligue des Jeunes du PPRD (Parti du Peuple pour la Réconstruction et la Démocratie), RDC
- Union of Democratic Youth of Syria-Khaled Baghdash, Syrie.
- Union de la jeunesse révolutionnaire, Syrie
- Umoja Wa Vijana, Tanzanie.
- Union de la Jeunesse Démocratique, Sénégal.
- Sahrawi Youth Union, Sahara occidental.
- United National Independent Party Youth League, Zambie.
- ZANU-PF Youth League, Zimbabwe.

### Asie et Océanie
- Resistance, Australie.
- Bangladesh Students Union, Bangladesh.
- Bangladesh Youth Union, Bangladesh.
- Shabeeba Society of Bahrain, Bahreïni.
- Democratic Youth of Bhutan, Bhoutan.
- Students Union of Bhutan, Bhoutan.
- All Burmese Student’s Democratic Front, Birmanie.
- All Burma Students League, Birmanie.
- Kim Il Sung Socialist Youth League, Corée du nord.
- All India Students Federation, Inde.
- All India Youth Federation, Inde.
- All India Youth League, Inde.
- Democratic Youth Federation of India, Inde.
- Democratic Youth Federation of Iraq, Irack.
- General Union of Students in Iraqi Republic, Irack.
- Young Communist League of Israel, Israël.
- Youth Association of Kuwait, Koweït.
- Union of Lebanese Democratic Youth, Liban.
- Democratic Students Federation, Pakistan.
- General Union of Palestine Students, Palestine.
- Palestinian Democratic Youth Union, Palestine.
- Tudeh Youth, Iran.
- Japan League of Socialist Youth, Japon.
- Korean Youth League in Japan, Japon.
- 7th-term Hanchongryon, Corée du sud.
- Union of Lao People’s Revolutionary Youth, Laos.
- All Nepal National Free Students Union, Népal.
- Democratic National Youth Federation, Népal.
- Nepal National Youth Federation, Népal.
- Pashthoonkhwa Students Organisation, Pakistan.
- ANAKBAYAN, Philippines.
- Communist Youth Federation, Sri Lanka.
- Socialist Students Union, Sri Lanka.
- Inter University Students' Federation, Sri Lanka.
- Socialist Youth Union, Sri Lanka.
- Ho Chi Minh Communist Youth Union, Vietnam.
- Vietnamese Youth Federation, Vietnam.

### Europe et Amérique du nord
- Young Communist League Armenia, Arménie.
- Young Communist League Azerbaijan, Azerbaïdjan.
- Kommunistische Jugend Österreich, Austria.
- Leninist Communist Youth Union of Belarus, Biélorussie.
- COMAC, Belgique.
- Fédération des étudiants francophones, Belgique (anciennement).
- Bulgarian Socialist Youth Union, Bulgarie.
- Ligue de la jeunesse communiste du Canada (YCL-LJC), Canada.
- Komunistický Svaz Mládeže, République Tchèque.
- United Democratic Youth Organization, Chypre.
- Kommunistisk Parti i Danmark - Ungdom, Danemark.
- Kommunistinen nuorisoliitto ry, Finlande.
- Mouvement Jeunes Communistes de France, France.
- Jeunes POP, Suisse.
- Young Communist League of Georgia, Georgie.
- Freie Deutsche Jugend, Allemagne
- Sozialistische Deutsche Arbeiterjugend, Allemagne.
- Communist Youth of Greece, Grèce.
- Baloldali Front, Hongrie.
- Connolly Youth Movement, Irlande.
- Workers Party Youth, Irlande.
- Giovani Comuniste e Comunisti, Italie.
- Federazione Giovanile Comunisti Italiani, Italie.
- Ungkommunistene i Norge, Norvège.
- Norges Kommunistiske Ungdomsforbund, Norvège.
- Juventude Comunista Portuguesa, Portugal.
- Leninist Young Communist League, Russie.
- Revolutionary Communist Youth League (Bolshevik), Russie.
- Russian Communist Youth League, Russie.
- Socialistický Zväz Mladých, Slovaquie.
- Collectives of Communist Youth, Espagne.
- Joventut Comunista de Catalunya, Catalogne, Espagne.
- Unión de Juventudes Comunistas de España, Espagne.
- Sveriges Kommunistiska Ungdomsförbund, Suède.
- Young Communist League, Royaume-Uni.
- Young Socialists, Royaume-Uni.
- Savez komunisticke omladine Jugoslavije, Serbie.
- Young Communist League, États-Unis d'Amérique.
- Young Socialist Alliance, États-Unis d'Amérique.
- Türkiye Komünist Partili Öğrenciler, Turquie.

### Amérique du sud et centrale
- Federación Juvenil Comunista (es), Argentina.
- League of Progressive Youth, Barbade.
- Juventud Comunista de Bolivia, Bolivie.
- Juventude Revolucionaria 8 de Outubro, Brésil.
- Juventude do PDT, Brésil.
- Juventude do PMDB, Brésil.
- Juventude Comunista Avançando, Brésil.
- União da Juventude Comunista, Brésil.
- União da Juventude Socialista, Brésil.
- Juventude Socialista Brasileira, Brésil.
- Juventudes Comunistas, Chili.
- Juventud Comunista de Colombie.
- Unión de Jóvenes Comunistas, Cuba.
- Federación Estudiantes Universitarios, Équateur.
- Juventud Socialista Ecuatoriana, Équateur.
- Juventud del Frente Farabundo Martí para la Liberación Nacional, Salvador.
- Maurice Bishop Youth Movement, Grenade.
- Juventud URNG, Guatemala.
- Guyana Youth and Students Movement, Guyana.
- Walter Rodney Youth Movement, Guyana.
- Juventud Popular Socialista, Mexique.
- Juventud del FSLN, Nicaragua.
- Casa de la Juventud del Paraguay, Paraguay.
- Juventud Comunista Peruana, Pérou.
- Juventud del Movimiento 26 de Marzo, Uruguay.
- Juventud Comunista de Venezuela, Venezuela.

## Membres observateurs
- Jeunes pour la renaissance communistes en France, France.
- Communist Youth Movement, Pays-Bas.
- Communist Youth of Luxemburg, Luxembourg.
- Revolutionary Communist Youth, Suède.

## Source
- (en) Cet article est partiellement ou en totalité issu de l’article de Wikipédia en anglais intitulé « World Federation of Democratic Youth » (voir la liste des auteurs).